# Cryphoeca exlineae
Cryphoeca exlineae là một loài nhện trong họ Hahniidae.
Loài này thuộc chi Cryphoeca. Cryphoeca exlineae được miêu tả năm 1988 bởi Roth.